# Sophie Arnould
Madeleine-Sophie Arnould (Parigi, 13 febbraio 1740 – Parigi, 22 ottobre 1802) è stata una cantante e attrice teatrale francese.

## Biografia
Madeleine-Sophie Arnould, figlia di Jean e di Rose Marguerite Laurent, nacque a Parigi il 13 febbraio 1740 e fu una celebre cantante lirica, dapprima corista della Cappella Imperiale, poi allieva di Marie Fel. Sotto la protezione di Madame de Pompadour, debuttò nel 1757 all'Opera. La sua voce si distingueva dalle altre, a detta dei contemporanei, per un'espressività autentica e, al tempo stesso, per un timbro commovente.

Di carattere vivace, divenne famosa per le sue battute salaci, di cui Albéric Deville fece nel 1813 una raccolta intitolata "Arnouldea, o Sophie Arnauld e le sue contemporanee". Questa raccolta fu largamente usata dai fratelli Edmond e Jules de Goncourt. Disse di lei Élisabeth Vigée Le Brun:
«La signorina Arnauld non era affatto graziosa. La bocca le rovinava il viso e solo gli occhi le conferivano quella fisionomia su cui si dipingeva lo spirito che l'ha resa celebre. Le sue battute sono state ripetute e scritte infinite volte.»
Cantò splendidamente nei ruoli di Rameau: Telaira (Castor e Pollux), Efisa (Dardanus), Argìa (Les paladins), e in quelli di Gluck: Ifigenia (Ifigenia in Aulide) e Euridice (Orfeo ed Euridice) riscuotendo le lodi dei maggiori intellettuali dell'epoca, come Voltaire, D'Alembert, Diderot, Jean-Jacques Rousseau. Fu definita il più grande soprano del XVIII secolo.

Se i suoi modi sempre spumeggianti e pieni di spirito la distinsero per molti anni, la sua voce, al contrario, era fisiologicamente fragile e non resse a lungo. Sophie fu costretta ad abbandonare il canto a soli 38 anni, nel 1778.
Fu anche una celebre cortigiana, dagli amanti prestigiosi, tra cui l'architetto François-Joseph Bélanger, nonché alcune dame dell'alta società, in particolare la famosa attrice drammatica Françoise Raucourt.
Dalla sua lunga relazione adulterina con Louis Lèon de Brancas, duca di Lauragais nacquero quattro figli, fra i quali Antoine-Constant de Brancas, colonnello del Primo Impero, che cadde nella battaglia di Essling (1809).

Sophie fece anche parte della società musicale La Dominicale, fondata dal celebre chirurgo Louis e alla quale aderirono numerosi intellettuali.
Poi, il turbinoso succedersi degli avvenimenti legati alla Rivoluzione la ridusse in rovina, sicché Sophie dovette affrontare un'esistenza di stenti, aiutata occasionalmente da vecchie amicizie. Ciononostante, nel 1927 la sua vita ispirò a Gabriel Pierné un'opera comica.

Sophie Arnould morì a Parigi di tumore nel 1802, a 62 anni. Fu sepolta nel cimitero di Montmartre.

## Influenza culturale
- "Sophie Arnould",  è una commedia lirica di Gabriel Pierné, 1927.
- Il personaggio di Sophie Arnould appare nella commedia  Chagrin d'amour di Sacha Guitry, 1931.